# Frank Fiedler (Heimatforscher)

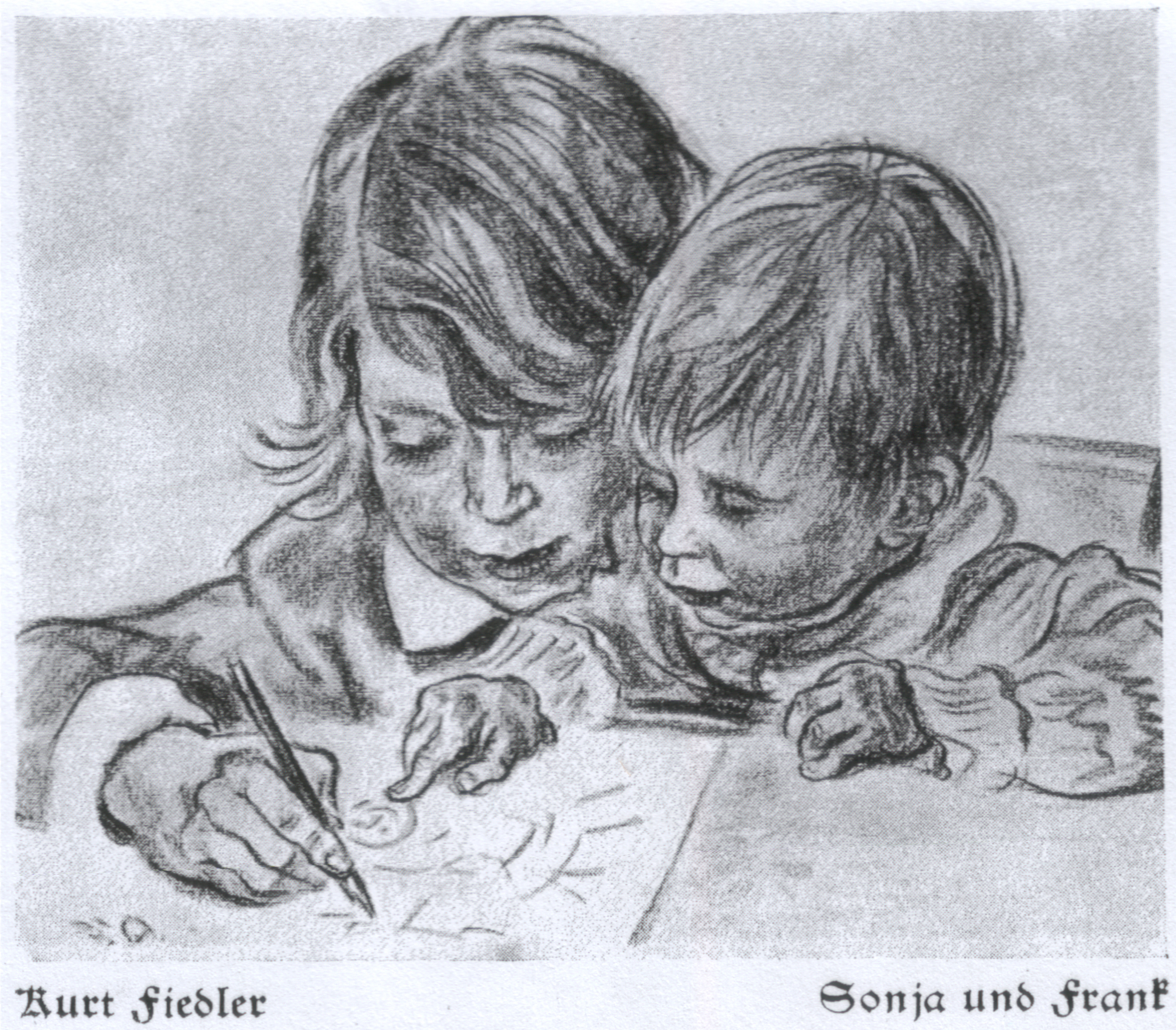
Frank Fiedler mit Schwester Sonja, Zeichnung Friedrich Kurt Fiedler 1933.

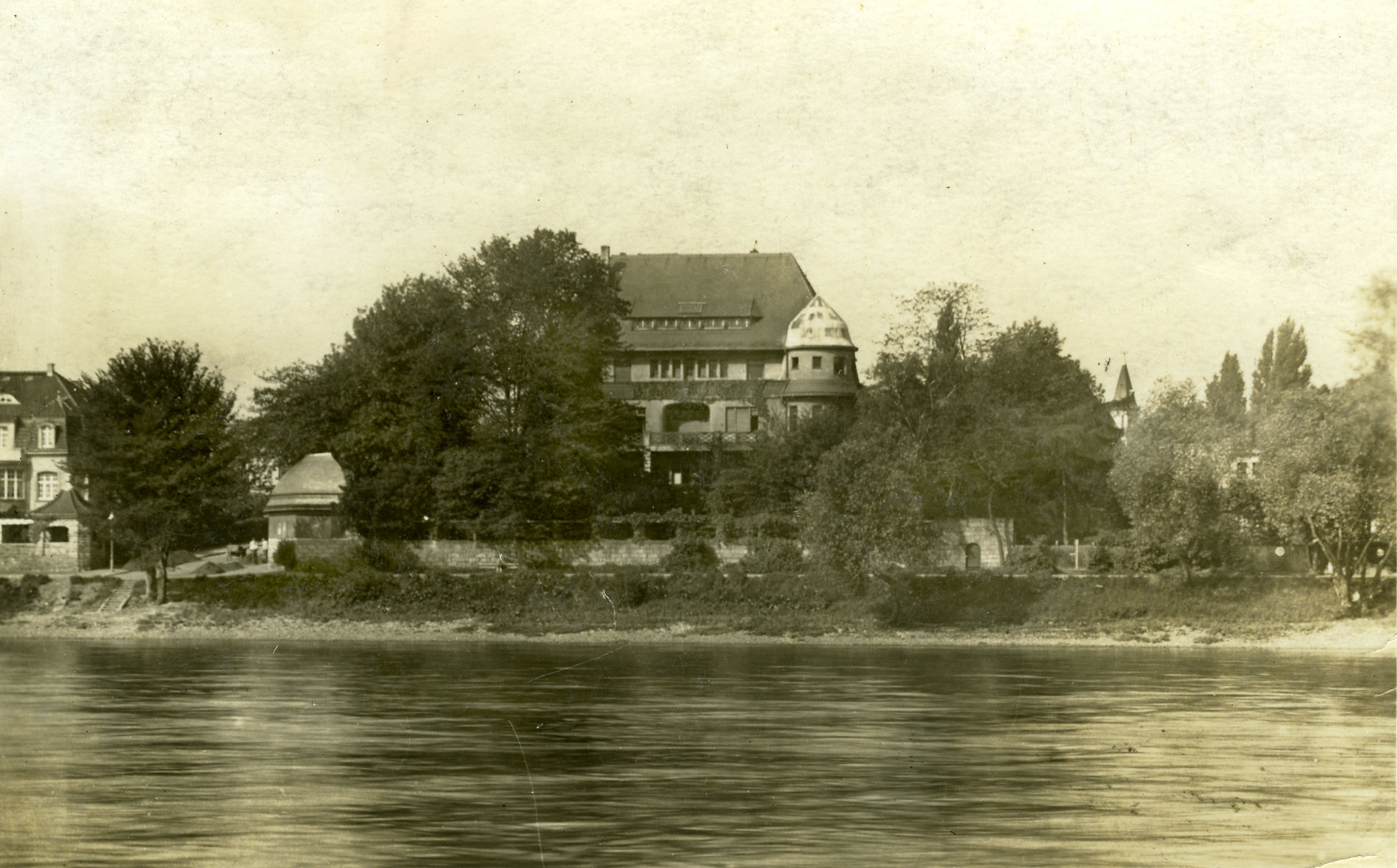
Dürerbundhaus in Blasewitz

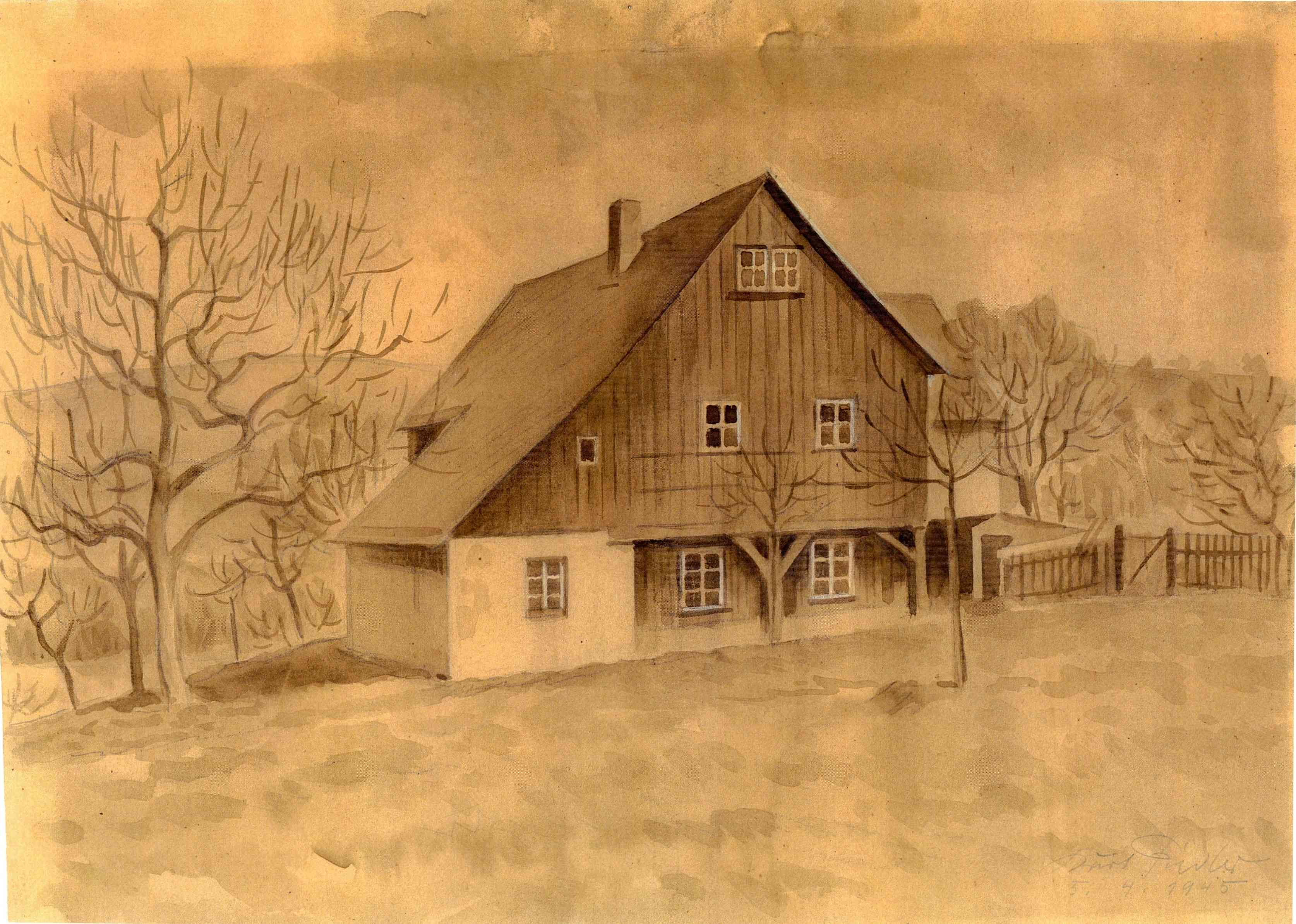
Wohnhaus in Eichbusch

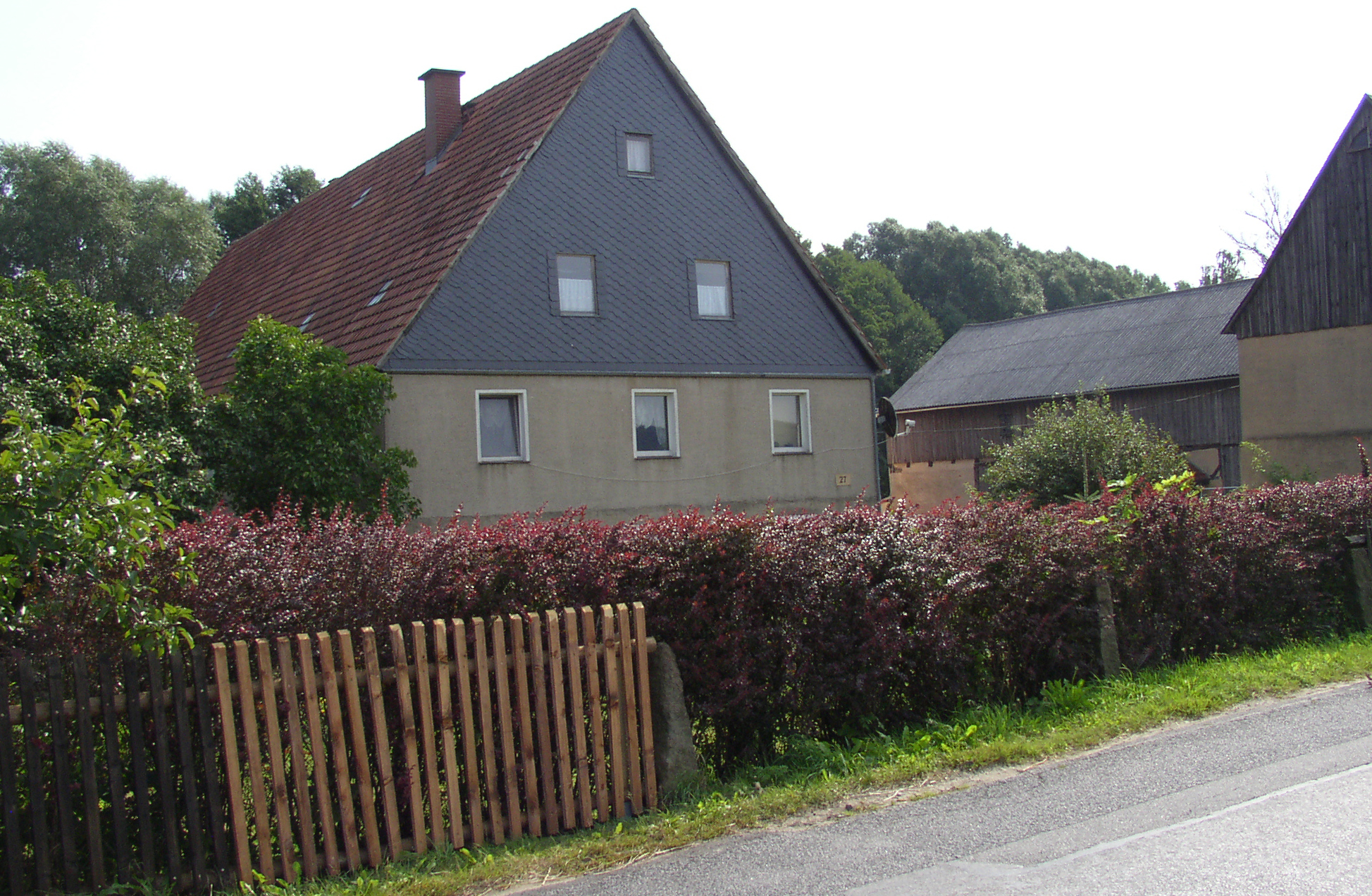
Frank Fiedler lebte mehrere Jahre im Erbgericht Kleindrebnitz, das ehemals im Besitz der Familie seiner Frau Brunhilde war.

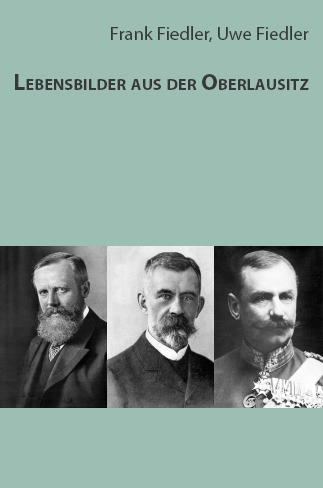
Lebensbilder aus der Oberlausitz, Coverporträts von Walther Hempel, Friedrich Louis Hesse, Max Neumeister

Frank Fiedler (* 29. November 1930 in Dresden; † 3. Juli 2018 in Bischofswerda) war ein deutscher Lehrer und Heimatforscher in Bischofswerda.

## Leben und Wirken
Frank Fiedler wurde 1930 im Dresdner Stadtteil Gruna geboren. Sein Vater war der Grafiker Friedrich Kurt Fiedler, der Architekt Edmund Schuchardt war ein Onkel. Die Familie wohnte später bis zur Zerstörung des Hauses 1945 durch die Luftangriffe auf Dresden im Dürerbundhaus in Blasewitz. Danach fand die Familie Aufnahme in Eichbusch.
Wegen des frühen Todes seiner Eltern verließ Fiedler das Gymnasium vor dem Abitur und ließ sich zum Neulehrer ausbilden. Im Rahmen seiner Examensarbeit von 1957 entstand eine Sammlung von Samen tertiärer Laubgehölze. Fiedler unterrichtete bis 1991 in Steinigtwolmsdorf, Großdrebnitz, Burkau und Bischofswerda Biologie und Sport.
Fiedler veröffentlichte seit den 1980er Jahren regelmäßig in naturkundlichen und heimatgeschichtlichen Zeitschriften wie Der Falke, Aquarien Terrarien und Sächsische Heimatblätter sowie in Publikationsreihen sächsischer Museen und Naturgesellschaften. Schwerpunkte bildeten dabei Publikationen zu den Themen Fischotter und Ichthyologie. Fiedler war Autor von Beiträgen für die Sächsische Biografie und das Biographische Lexikon der Oberlausitz.
Diese Arbeiten bildeten die Grundlage für das Hauptwerk von Frank Fiedler, das er zusammen mit seinem Sohn Uwe Fiedler verfasste. In dem Sammelwerk Lebensbilder aus der Oberlausitz, das seit 2011 in sieben Auflagen erschienen ist, wurden zunächst 34 und nach mehreren Überarbeitungen und Erweiterungen 60 Lebensläufe beschrieben. Einen großen Anteil nehmen dabei Arbeiten zur Gelehrtenfamilie Stöckhardt und zur landwirtschaftlichen Versuchsstation Pommritz ein. Ebenfalls enthalten sind Biografien zu Bruno Steglich und Gottfried Unterdörfer, über die von Frank Fiedler schon mehrere Arbeiten erschienen sind. Die jüngsten naturkundlichen Arbeiten betrafen Erfahrungen mit der Waldeidechse, für die Fiedler in seinem Garten auf dem Hunger ein Habitat angelegt hatte, in dem er die Tiere systematisch beobachtete.

## Schriften (Auswahl)
- Wasserqualität im Aquarium – Erfahrungen mit mehreren Arten tropischer Zierfische. Aquarien Terrarien, Heft 2, S. 65–66, 1990
- Zum Rückgang des Fischotters in Sachsen in den Jahren 1884–1919 – Berichte in den Schriften des Sächsischen Fischerei-Vereins. Abh. Ber. Naturkundemus. Görlitz, Bd. 64, Nr. 10, 1990
- Beobachtungen an Querungen von Otterwechseln mit Verkehrswegen im Landkreis Bischofswerda. Veröffentlichungen Museum der Westlausitz 16, Kamenz, S. 60–66, 1992
- Zum Vorkommen des Fischotters im Landkreis Bischofswerda. Ber. Naturforschende Gesellschaft der Oberlausitz, Görlitz, H. 2, S. 35–39, 1993, Digitalisat
- Zur Fischotterbekämpfung in Sachsen bis zum Jahr 1920. Sächsische Heimatblätter 5, S. 304–308, 1993
- Abriß der historischen Verbreitung bis zum Anfang des 20. Jahrhunderts. Freistaat Sachsen, Landesamt für Umwelt und Geologie, Artenschutzprogramm Fischotter, S. 7–9, 1996, Digitalisat
- Zu den Veränderungen der Fischfauna in der ehemaligen Äschenregion der Wesenitz (1591–1989). Sächsische Heimatblätter 2, Klaus Gumnior Chemnitz, S. 127–133, 2003[9]
- mit Mathias Hüsni: Regierungsrat Prof. Dr. Bruno Steglich (1857–1929) – ein bedeutender Wissenschaftler Sachsens. Sächsische Heimatblätter 2, Klaus Gumnior Chemnitz, S. 176–180, 2004
- Garbe, Richard Erich Christian. In: Sächsische Biografie, hrsg. vom Institut für Sächsische Geschichte und Volkskunde e. V., bearb. von Martina Schattkowsky, 2006, abgerufen am 23. Dezember 2015, Online-Biografie
- Erinnerungen an die historische Verbreitung des Wolfes in der Umgebung von Bischofswerda. Schiebocker Landstreicher, Nr. 1, S. 44–48, Burkau 2006, Digitalisat
- mit Uwe Fiedler: Steglich, Carl Bruno Max. In: Sächsische Biografie, hrsg. vom Institut für Sächsische Geschichte und Volkskunde e. V., bearb. von Martina Schattkowsky, 2008, abgerufen am 23. Dezember 2015, Online-Biografie
- Naturerlebnisse auf den Spuren des Dichterförsters Gottfried Unterdörfer. Schiebocker Landstreicher, Nr. 3, S. 73–78, Burkau 2008, Digitalisat
- Erfahrungen mit der Waldeidechse (Zootoca vivipara (JACQUIN, 1787)) in einem Gartengelände im Süden der Stadt Bischofswerda. NABU Landesverband Sachsen e. V.: Jahresschrift für Feldherpetologie und Ichthyofaunistik in Sachsen, H. 11, S. 11–17, Leipzig 2009
- Beobachtungen zum Verhalten der Waldeidechsen (Zootoca vivipara (JACQUIN, 1787)) in einem Gartengelände und Maßnahmen zu ihrem Schutz. NABU Landesverband Sachsen e. V.: Jahresschrift für Feldherpetologie und Ichthyofaunistik in Sachsen H. 14, S. 24–29, Leipzig 2012
- mit Uwe Fiedler: Lebensbilder aus der Oberlausitz: 60 Biografien aus Bautzen, Bischofswerda und Umgebung. Books on Demand, ISBN 978-3-7448-7197-6, 7. Aufl., 428 S., 27. September 2017, Digitalisat
- Auf den Spuren des Dichterförsters Gottfried Unterdörfer. Books on Demand, ISBN 978-3-7386-3982-7, 16 S., 2015, Eingeschränkte Vorschau in der Google-Buchsuche